# Opisthocomus hoazin
L'hoatzin (Opisthocomus hoazin Muller, 1776), noto anche come uccello rettile, uccello puzzola, uccello fetente, o fagiano di Canje, è una specie di uccello tropicale diffuso nelle paludi, nelle foreste ripariane e nelle mangrovie dei bacini dell'Amazzonia e dell'Orinoco, in Sud America. È un uccello molto particolare ed una delle sue caratteristiche più inusuali è quella di presentare due artigli sulle dita delle ali dei pulli, che vengono persi crescendo.
È l'unico membro del genere Opisthocomus (che in greco antico significa "capelli lunghi all'indietro", in riferimento alla sua grande cresta piumata). A sua volta, Opisthocomus è l'unico genere esistente della famiglia Opisthocomidae. La posizione tassonomica di questa famiglia è molto dibattuta dagli ornitologi ed è ancora tutt'altro che chiara.

## Descrizione

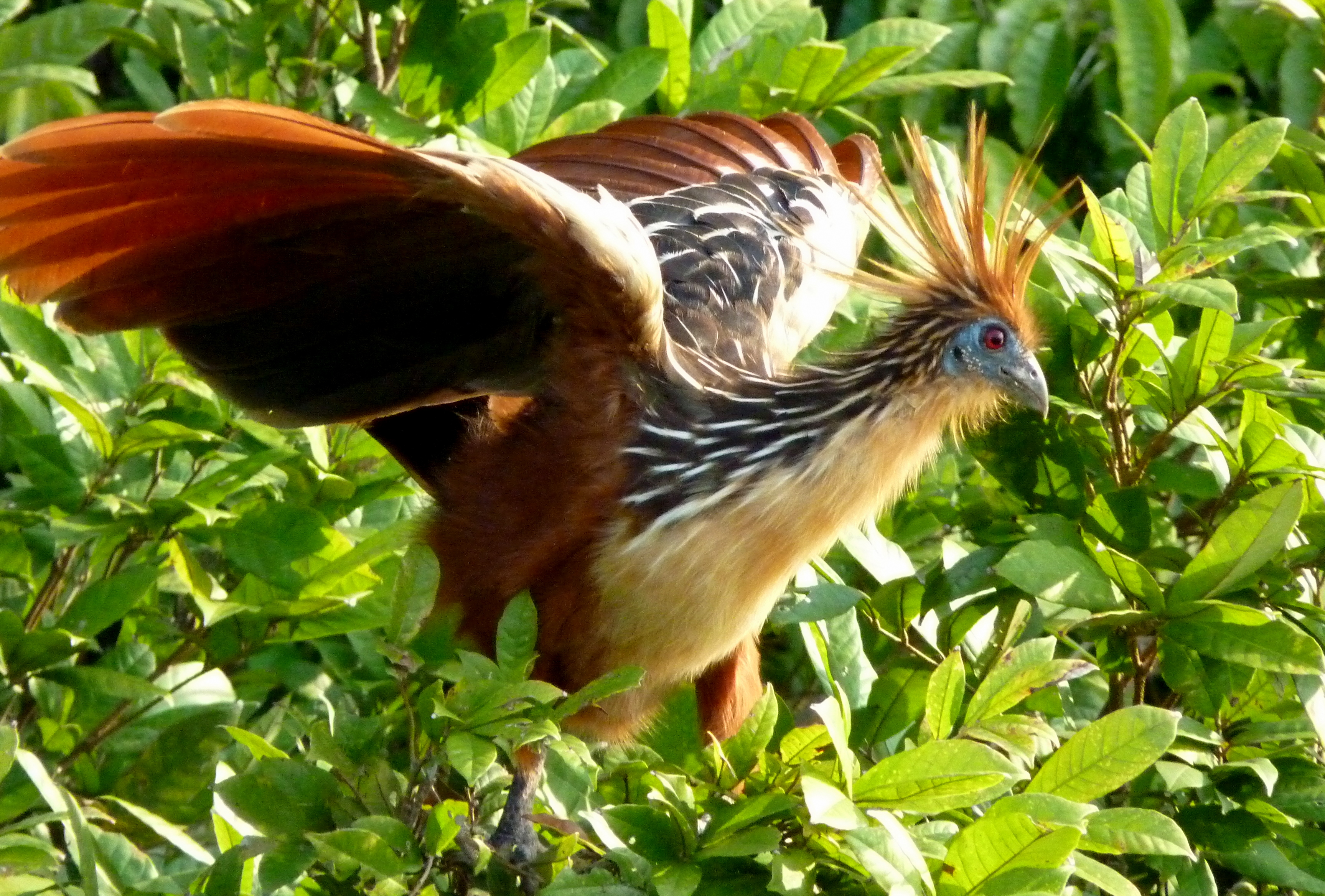
Hoatzin al Lago Sandoval, Perù

L'hoatzin è un uccello delle dimensioni di un fagiano, con una lunghezza totale di 65 centimetri (26 pollici). Ha un collo lungo e una testa piccola, con la faccia nuda e di colore blu, e grandi occhi marroni-rossi, mentre la testa è sormontata da una grande cresta costituita da piume lunghe, appuntite e ruvide. La lunga coda fuligginosa ha una punta larga ed è color camoscio. La parte dorsale delle ali è color cuoio scuro, con bordi marroni fuligginosi sulle penne copritrici delle ali e color cuoio striato sul dorso e sulla nuca. Le parti inferiori sono lucide, mentre il crissum (le penne copritrici del sottocoda che circondano la cloaca), le primarie, le copritrici ed i fianchi sono color castagno rossiccio, ma ciò è principalmente visibile quando l'animale apre le ali. L'hoazin è un uccello erbivoro, che si nutre di foglie e frutti. Una delle sue caratteristiche più inusuali è il suo insolito apparato digerente che nella parte anteriore dell'esofago dispone di un grosso gozzo, mentre nella parte posteriore di due rigonfiamenti ricoperti da un sottile strato corneo, utilizzati per la fermentazione di sostanze vegetali, in un modo sostanzialmente analogo al sistema digestivo dei mammiferi ruminanti. Difatti, il nome alternativo di "uccello fetente" deriva dal cattivo odore dell'uccello, che è causato dalla fermentazione del cibo nel suo sistema digestivo.
L'hoatzin è una specie rumorosa, in grado di emettere una gran varietà di richiami rauchi, tra cui gemiti, gracidi, sibili e grugniti. Questi richiami sono spesso associati ai movimenti del corpo, come l'apertura delle ali.

## Distribuzione e habitat
L'hoatzin è diffuso in un ampio areale sudamericano lungo i bacini del Rio delle Amazzoni e del fiume Orinoco. Prediligendo habitat fitti, che comprendono le paludi, mangrovie e foreste ripariane dalla fitta vegetazione.

## Tassonomia

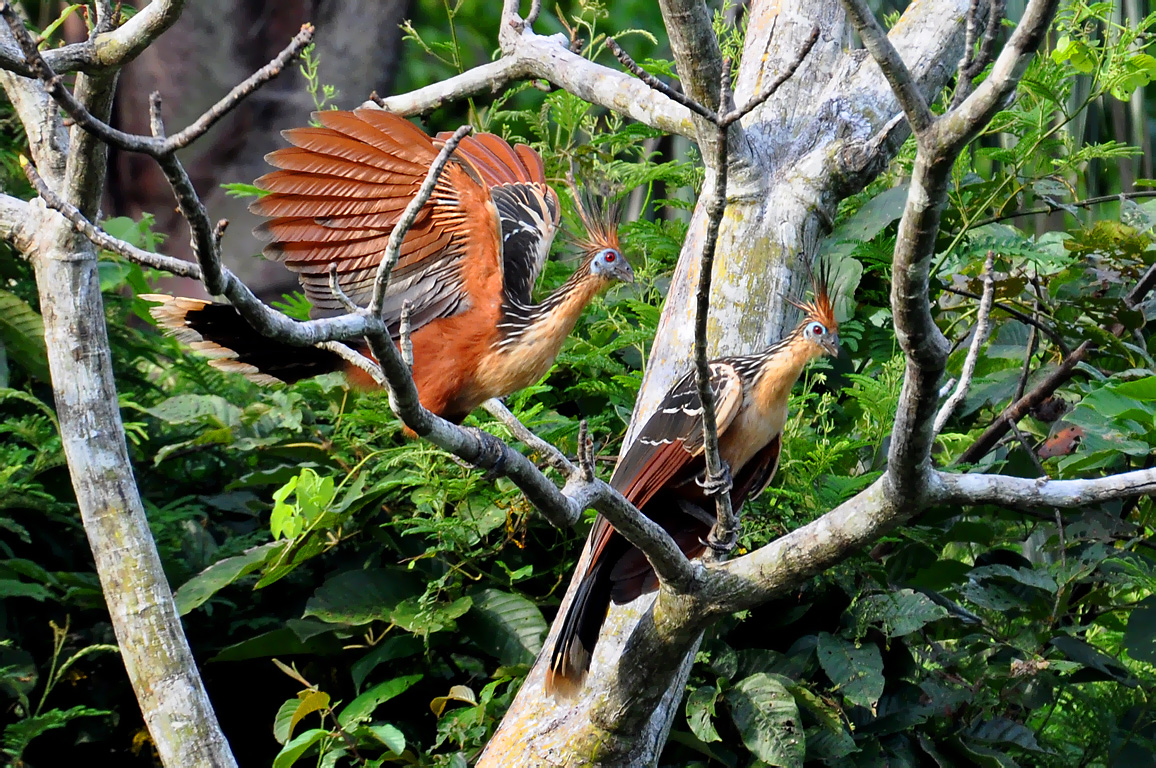
Un gruppo in Brasile

L'hoatzin fu originariamente descritto nel 1776 dallo zoologo tedesco Statius Müller. Si è discusso molto sulle relazioni tassonomiche dell'hoazin con altri uccelli. A causa delle sue particolarità, gli è stata attribuita una propria famiglia, gli Opisthocomidae, e un proprio sottordine, gli Opisthocomi. In passato, venne avvicinato a molti altri taxa come tinamou, galliformi, rallidi, otarde, seriema, grandule, colombi, turachi, cuculiformi e uccelli topo. Uno studio sul sequenziamento dell'intero genoma pubblicato nel 2012 colloca l'hoatzin come il sister taxon di un clade composto da Gruiformes (gru) e Charadriiformes (uccelli marittimi).
Nel 2015, una ricerca genetica ha indicato che l'hoazin è l'ultimo membro sopravvissuto di una linea di uccelli che si è ramificata fino ad esso 64 milioni di anni fa, poco dopo l'evento di estinzione di massa che fece sparire i dinosauri non-aviari.

### Storia della classificazione

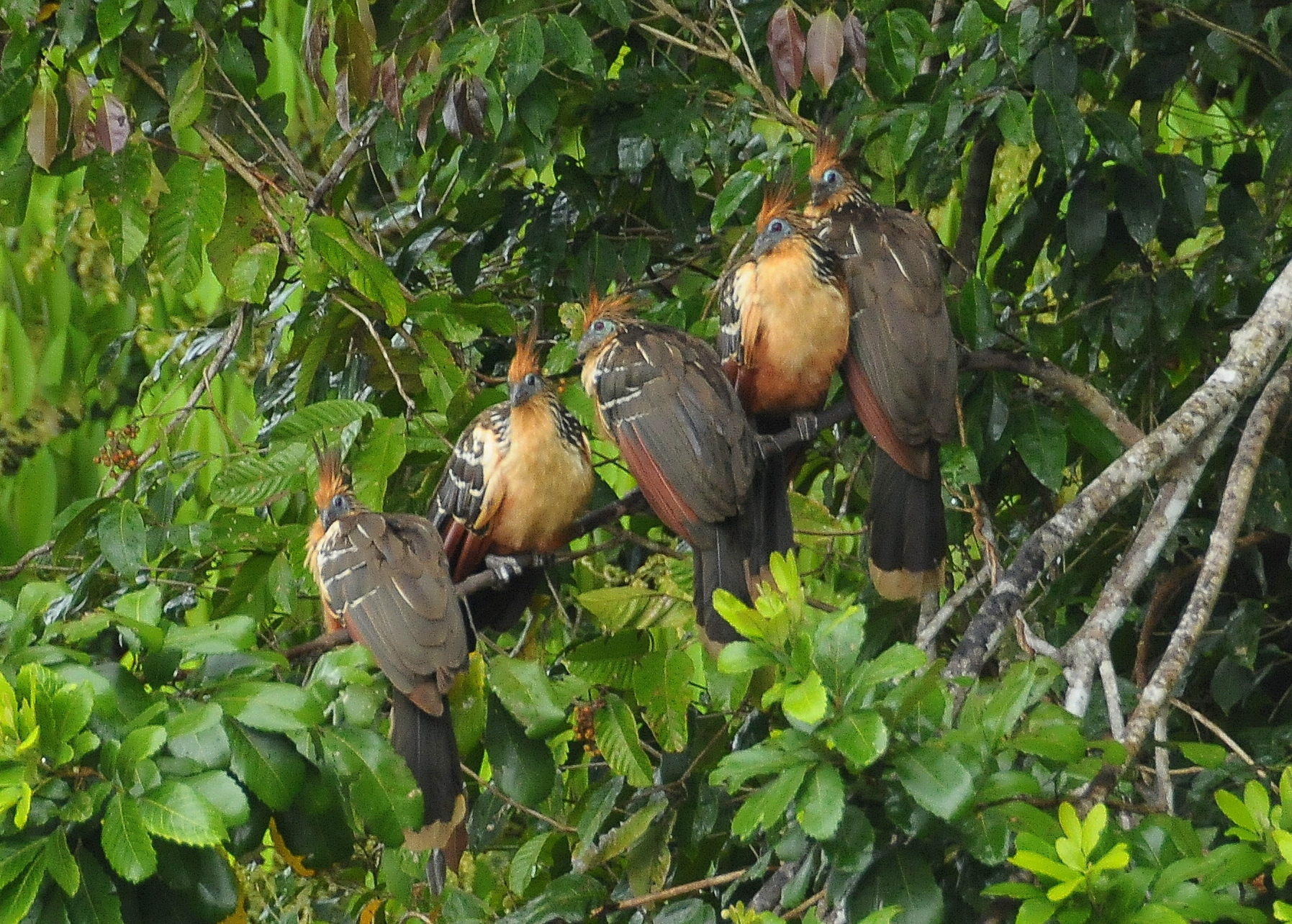
Un gruppo in Perù

La collocazione storica dell'hoatzin come galliforme si basa principalmente sulla fenetica e sulla morfologia esterna dell'animale, che somiglia superficialmente ai galliformi terricoli. Tuttavia, questa metodologia di classificazione è considerata inaffidabile e generalmente respinta. Nel 1990, Sibley e Ahlquist classificarono l'hoatzin come un possibile cuculo basale basandosi sull'ibridazione DNA-DNA. Tuttavia, i cuculi hanno piedi zigodattili (due dita in avanti e due indietro), e i turachi sono semi-zigodattili, mentre l'hoazin ha il più tipico piede anisodattilo con tre dita in avanti e un dito opponibile all'indietro. Avise et al., nel 1994, scoprirono che i dati sulla sequenza del citocromo b del mtDNA concordavano con il precedente studio di Sibley e Ahlquist. Successivamente, Hughes e Baker, nel 1999, proclamarono di aver "risolto" le relazioni tassonomiche dell'hoazin, avvicinandolo ai turachi, sulla base della loro analisi di 6 serie di mtDNA e una delle sequenze di nDNA.
Usando sequenze di DNA mitocondriale e nucleare di maggiore lunghezza, Sorenson et al., nel 2003, notarono che tutti e tre i precedenti studi sul DNA erano apparentemente fallaci a causa di errori nella metodologia, delle piccole dimensioni dei campione ed errori di sequenziamento; con il loro studio Sorenson et al. smantellò l'ipotesi che l'hoazin fosse imparentato con cuculi o turachi. Tuttavia, lo studio non riuscì a determinare in modo affidabile i parenti viventi più stretti dell'hoazin. Anche se tendeva a raggrupparsi con le colombe, questa classificazione non era affatto ben supportata, con poco più del 10% di probabilità nella migliore delle ipotesi.
Fain e Houde, nel 2004, proposero una dicotomia dei Neoaves (neognati esclusi i galliformi) basata sulle sequenze di β-fibrinogeno introne 7 (FGB-int7). Nella loro filogenesi, l'hoazin era un membro basale dei Metaves, un clade proposte che includerebbe molte altre famiglie di uccelli storicamente problematiche, come fenicotteri, svassi, fetonti, grandule e mesiti. Sebbene anche le colombe fossero raggruppate all'interno di "Metavi", non vi era alcune stretta relazione tra queste e gli hoazin. Mentre nell'altro principale lignaggio neoaviano proposto, i Coronaves, i taxon in esso racchiusi concordava ampiamente nella sua filogenesi interna, le interrelazioni all'interno di "Metavi" non erano risolvibili. I presunti raggruppamenti metavi, come fenicotteri e caprimulgidi, o fetonti e colibrì, sembravano non avere una base fattuale oltre ad essere raggruppamenti artificiali sulla base di omoplasie molecolari o mancanza di caratteri informativi all'interno del gruppo, come inizialmente suggerito da Fain e Houde. Sembra più probabile che i taxa inclusi in Metaves da Fain e Houde contengano alcuni clade validi, come i Caprimulgiformes, Mirandornithes e gli Apodiformes. Considerando che alcuni "strani Gruiformes", che potrebbero essere i parenti viventi più stretti l'uno dell'altro, costituiscono la maggior parte dei rimanenti Metaves, le colombe, gli hoazin e le sandgrouse rimarrebbero come "Metaves di incerta sedis"(Metaves con posizionamento incerto). Questo sembrerebbe suggerire che l'hoazin è, almeno, più strettamente correlato alle colombe rispetto a molte delle altre presunte famiglie di Coronaves precedentemente suggerite. Successivi studi multigenici di Ericson et al. (2006) e di Hackett et al. (2008) hanno corroborato i cladi Metaves, dipendenti dall'inclusione di uno e due geni rispettivamente. Tuttavia, questi studi non recuperato hoazin come membro di Metaves.
Più recentemente, Houde ha intrapreso il sequenziamento dell'intero genoma dell'hoazin. Nel 2011, è stato riferito che più di 1,4 miliardi di paia di basi di DNA di hoazin siano state sequenziate, più o meno pari al suo intero genoma aploide, ma che solo il 2,4% circa del suo genoma sia stato assemblato. Il completamento di questo progetto sarebbe accolto favorevolmente per più ragioni che per la risoluzione della classificazione dell'hoatzin. Al di fuori della diversa classe Aves, sono stati sequenziati i genomi di non più di 4 specie di uccelli, inclusi uccelli acquatici e uccelli canori. Inoltre, molto potrebbe essere appreso coordinando questi sforzi con quello dell'analisi metagenomica della microflora batterica del gozzo degli hoazin.

### Evoluzione

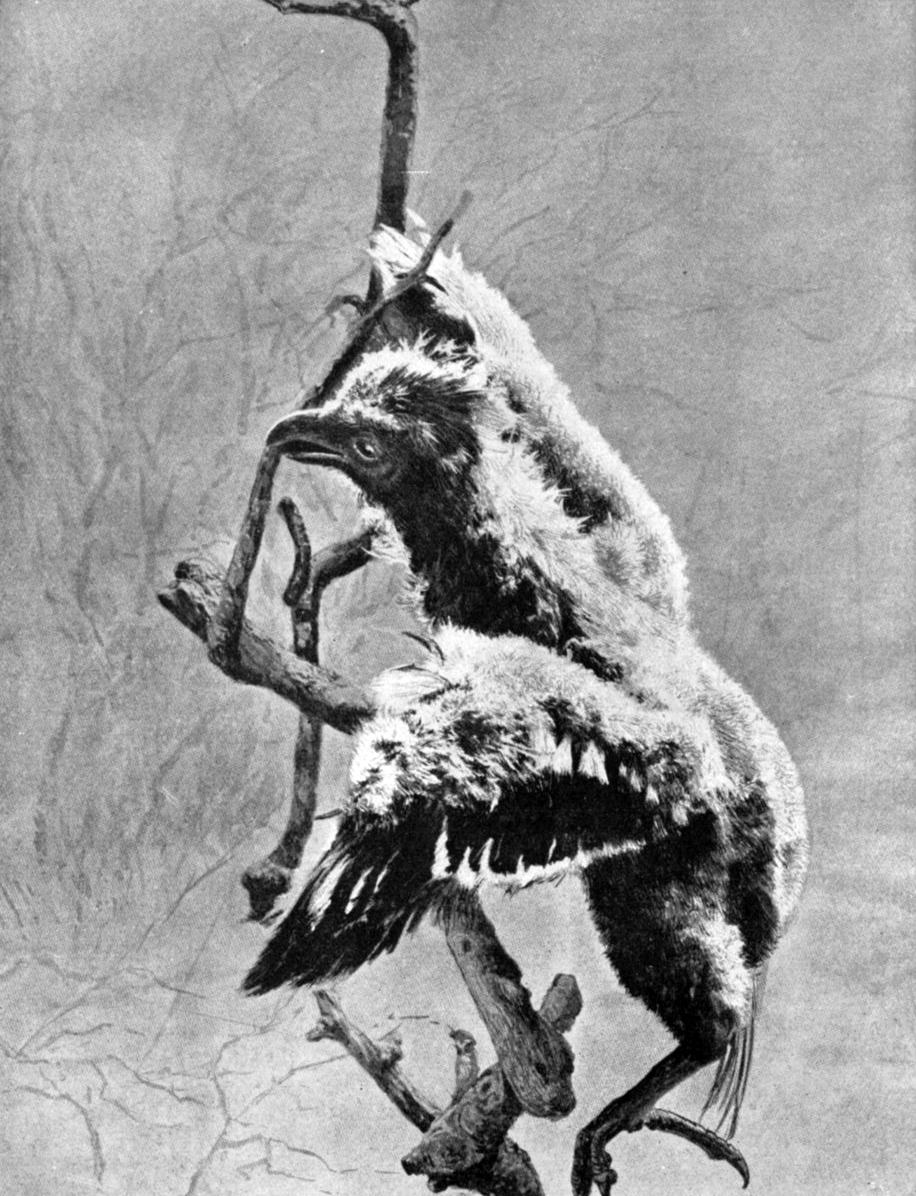
I pulli di hoatzin appena nati presentano degli artigli sul pollice e sull'indice che consentono loro di arrampicarsi abilmente sui rami degli alberi fino a quando le loro ali sono abbastanza forti da consentirgli un volo prolungato. Questi artigli scompaiono quando l'uccello raggiunge l'età adulta.

Nonostante la confusa storia tassonomica dell'hoatzin, si ha, almeno, un reperto fossile di un suo stretto parente: l'esemplare fossile UCMP 42823, composto dalla parte posteriore di un cranio. L'esemplare risale al Miocene, ed è stato rinvenuto nell'alta valle del fiume Magdalena, in Colombia, facente parte della ben nota fauna di La Venta. Questo esemplare rappresenta un proprio genere e specie, Hoazinoides, facente parte della stessa famiglia di hoatzin. Si differenzia notevolmente da quest'ultimo per il fatto che il cranio dell'hoatzin è caratteristico, essendo molto bombato, arrotondato e accorciato, e queste autapomorfie sono molto meno pronunciate in Hoazinoides. Miller discusse questi risultati alla luce della presunta affiliazione degli hoazin con i galliformi, che era l'ipotesi favorita a quel tempo, sebbene oggi sia stata respinta. Miler ammonì, tuttavia, "che Hoazinoides non stabilisce in alcun modo un punto di giunzione filetica con altri galliformi" per ovvie ragioni, come sappiamo oggi. Il genere Filholornis, dall'Eocene superiore-Oligocene inferiore (circa 34 milioni di anni fa) della Francia, venne considerato la "prova" di un legame tra gli hoazin ed i galliformi. Il fossile frammentario di Onychopteryx dall'Eocene dell'Argentina, è abbastanza completo, ma non meno dell'enigmatico Foro panarium, dell'Eocene inferiore-medio (circa 48 milioni di anni fa). Entrambi questi generi sono talvolta usati per sostenere un collegamento tra hoatzin e cuculiformi (compresi i turachi). Ma come dimostrato sopra, tutto ciò deve essere considerato come altamente speculativo, come il rapporto di hoatzin con i Cracidae proposto da Miller.
La più antica testimonianza fossile dell'ordine Opisthocomiformes è Protoazin parisiensis, dall'Eocene superiore (circa 34 milioni di anni fa) di Romainville, Francia. L'olotipo ed unico esemplare a noi noto è NMB PG.70, ed è costituito da un coracoide parziale, una scapola parziale ed una falange parziale del pedale. Secondo l'analisi filogenetica eseguita dagli autori, Namibiavis, sebbene sia vissuto dopo, è più basale di Protoazin. Sembra che in passato gli opistocomiformi fossero molto più diffusi, e la loro attuale distribuzione in Sud America non sarebbe che una reliquia del loro precedente areale. Dal Miocene inferiore al medio, erano probabilmente già estinti in Europa, poiché le formazioni risalenti a questo periodo e che rappresentano ambienti paleo-fluviali o lacustri, in cui oggi prospera l'hoatzin, mostrano una grande biodiversità di uccelli tropicali, ma tra questi non è presente alcun opistocomiforme. Una possibile spiegazione per spiegare l'estinzione di Protoazin tra l'Eocene superiore ed il Miocene inferiore in Europa, e di Namibiavis dopo il Miocene medio dell'Africa subsahariana è l'arrivo di carnivori arboricoli sul continente, la cui predazione potrebbe avere avuto un effetto devastante sugli opistocomiformi locali, specie se questi uccelli fossero stati volatori scarsi e avessero strategie di nidificazione altrettanto vulnerabili come gli hoazin odierni. Felidi e viverridi arrivarono per la prima volta in Europa dall'Asia dopo la chiusura del Mare di Turgai, segnando il confine tra l'Eocene e l'Oligocene. Nessuno di questi predatori e, in generale, nessun predatore placentato era presente in Sud America prima del grande interscambio faunistico americano, circa 3 milioni di anni fa, il che potrebbe spiegare la sopravvivenza dell'hoazin in Sud America. Oltre ad essere la prima testimonianza fossile di un opistocomiforme, Protoazin è stato anche il primo opistocomiforme estinto ritrovato (1912), sebbene il suo esemplare tipo venne dimenticato per più di un secolo, venendo descritto solo nel 2014.
Hoazinavis è un genere estinto di opistocomiforme primitivo dai depositi dell'Oligocene superiore e del Miocene inferiore (circa 24-22 milioni di anni fa) del Brasile. I suoi resti sono stati ritrovati nel 2008, nella Formazione Tremembé di San Paolo, Brasile. Venne nominato per la prima volta da Gerald Mayr, Herculano Alvarenga e Cécile Mourer-Chauviré nel 2011, e la specie tipo è Hoazinavis lacustris.
Namibiavis è un altro genere estinto di opistocomoforme primitivo rinvenuti in depositi risalenti al Miocene medio-superiore (circa 16 milioni di anni fa), in Namibia. Venne descritto per la prima volta da Cécile Mourer-Chauviré nel 2003, e la specie tipo è Namibiavis senutae.

## Biologia

### Dieta

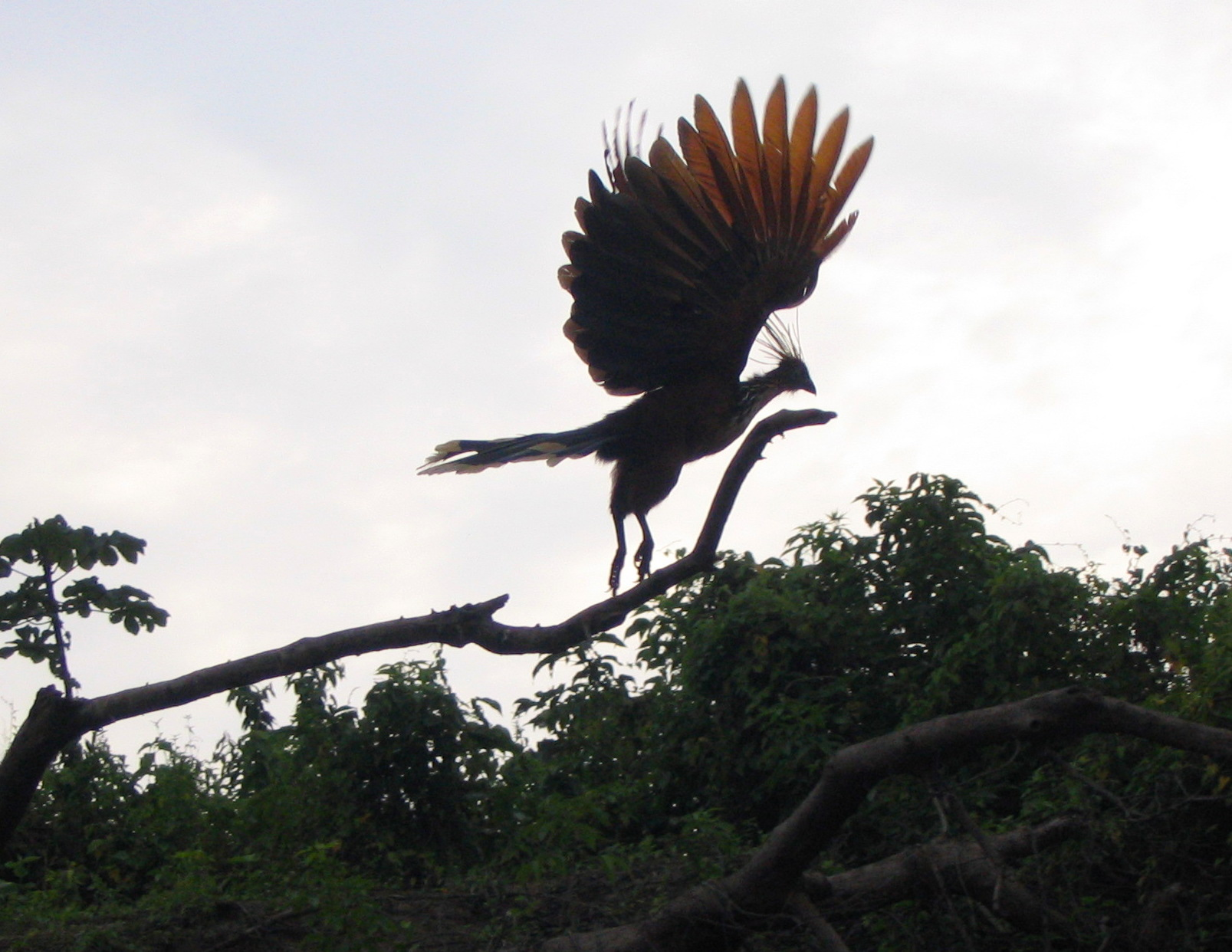
In volo, in Bolivia

Gli hoazin si raggruppano in piccole colonie di 20-30 individui, sugli alberi e sugli arbusti tipici delle foreste sud-americane e degli habitat palustri e fluviali, molto spesso arrampicandosi goffamente su di essi. Sono uccelli folivori, nutrendosi di foglie (e in misura minore frutti e fiori) delle piante che crescono negli habitat paludosi e fluviali in cui vive, arrampicandosi goffamente sui rami, usando una protuberanza coriacea sul fondo del gozzo per bilanciarsi su di essi. Un tempo si pensava che la specie si nutrisse solo di foglie di arumi e mangrovie, ma ora si sa che la specie consuma le foglie di più di cinquanta specie diverse. Uno studio intrapreso in Venezuela ha scoperto che la dieta dell'hoatzin consiste per 82% di foglie, per 10% di fiori e per 8% di frutta. Qualsiasi consumo di insetti o altro materiale animale è puramente accidentale.
Una delle tante peculiarità di questa specie è che possiede un sistema digerente unico tra gli uccelli. Gli hoazin usano la fermentazione batterica nella parte anteriore dell'intestino per abbattere il materiale vegetale che consumano, proprio come fanno i bovini e altri mammiferi ruminanti. A differenza dei ruminanti, tuttavia, che possiedono il rumine (uno stomaco specializzato per la fermentazione batterica), l'hoatzin ha un gozzo insolitamente grande, piegato in due camere, e un grande esofago inferiore multi-camera. La camera dello stomaco ed il ventriglio sono molto più piccoli che negli altri uccelli. Il gozzo dell'hoatzin è così grande che ha portato allo spostamento dei muscoli del volo e della chiglia dello sterno, a discapito delle loro capacità di volo. A causa dei composti aromatici nelle foglie che consumano e della fermentazione batterica, questo uccello ha un odore sgradevole, simile al letame, e per questo è cacciato dagli esseri umani come fonte di cibo solo nei momenti di disperato bisogno.

### Riproduzione

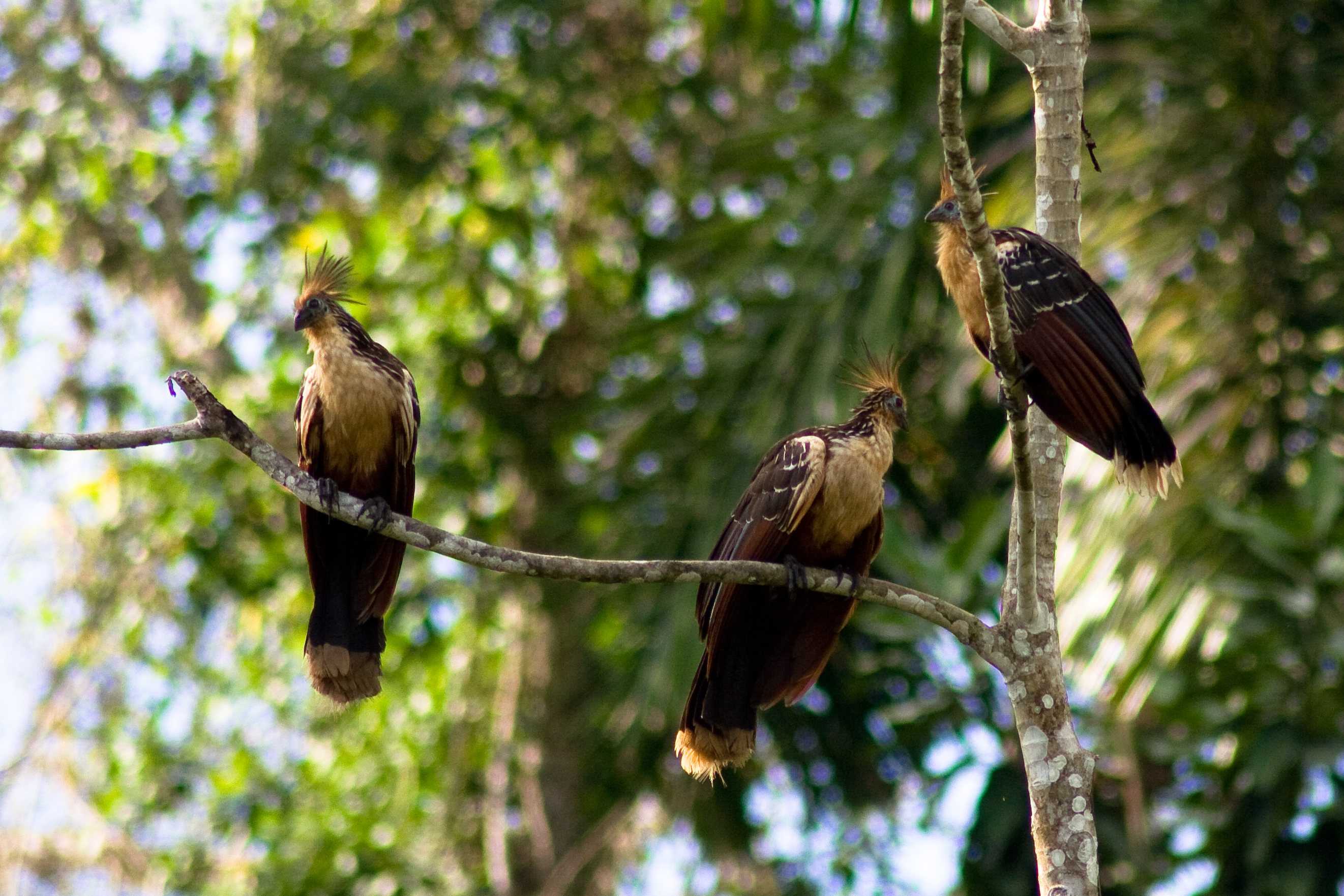
Un gruppo in Perù

Gli hoatzin si riproducono stagionalmente, durante la stagione delle piogge, il cui momento esatto varia in tutto il suo areale. Sono uccelli gregari e nidificano in piccole colonie, deponendo due o tre uova in un nido su un albero sospeso sull'acqua nelle foreste allagate stagionalmente. I pulli, nutriti con cibo fermentato rigurgitato, presentano un'altra strana caratteristica; hanno due artigli su ogni ala. Immediatamente dopo la schiusa, possono usare questi artigli e le zampe sovradimensionate per arrampicarsi intorno ai rami degli alberi senza cadere in acqua. Quando predatori, come la poiana nera maggiore, attaccano una colonia nidificante, gli adulti volano rumorosamente intorno ai nidi, cercando di distogliere l'attenzione del predatore, mentre i pulli si allontanano dal nido e si nascondono tra i cespugli. Se vengono scoperti, tuttavia, si lanciano in acqua e nuotano sotto la superficie per fuggire, per poi usare le loro ali artigliate per risalire verso la sicurezza del nido. Ciò ha inevitabilmente portato a confronti con l'avialae Archaeopteryx, ma la caratteristica è piuttosto un autapomorfia, probabilmente causata da un atavismo verso gli artigli dei teropodi, la cui genetica dello sviluppo ("blueprint") è, presumibilmente, ancora viva nel genoma aviario. Siccome Archaeopteryx aveva tre artigli funzionali su ciascuna ala, alcuni sistematici precedenti ipotizzarono che l'hoatzin potesse essere un diretto discendente di Archaeopteryx. Tuttavia, i moderni ricercatori ipotizzano che gli artigli di giovani hoatzin siano di origine più recente e potrebbero essere un adattamento secondario alla sua frequente necessità di lasciare il nido e arrampicarsi su fitti rampicanti e alberi ben prima che possa volare.

## Conservazione

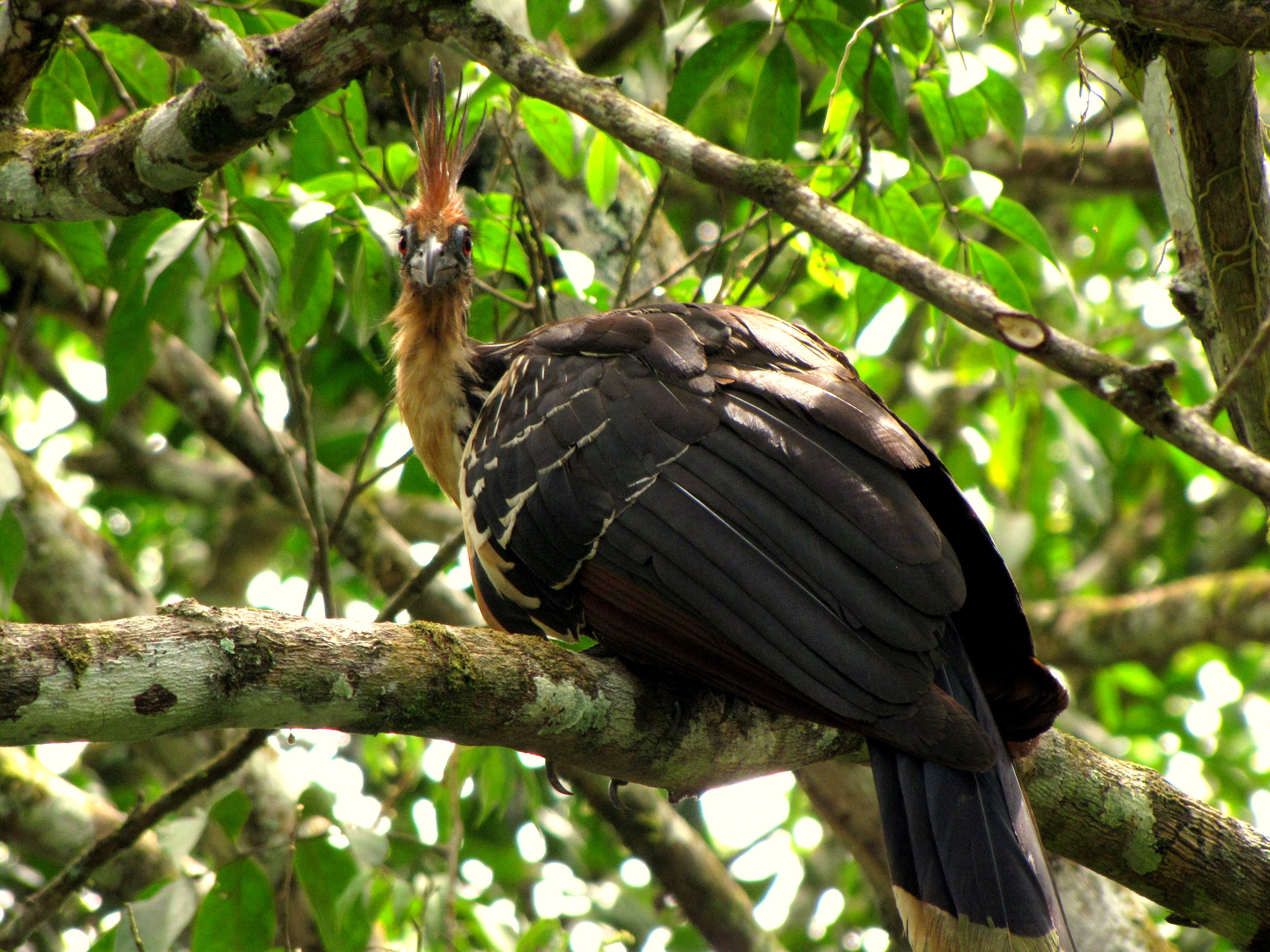
Un esemplare in Venezuela

L'esatta consistenza numerica della specie non è stata stimata ma è ritenuto un uccello comune, con un areale geografico di 6.500.000 km². La specie, in base ai criteri della IUCN Red List, è stata giudicata a basso rischio (Least Concern).
Nonostante l'aspetto variopinto, la curiosa morfologia, e la scarsa prestanza nel volo, l'hoatzin non è considerato in pericolo. Al contrario, la sua sopravvivenza sembra essere più sicura di quella di molti altri uccelli endemici nel suo areale. In Brasile, le popolazioni indigene a volte raccolgono le sue uova come cibo e gli adulti vengono occasionalmente cacciati, ma ciò è raro, poiché si dice che la sua carne abbia un cattivo gusto. Sebbene i suoi habitat preferiti, le mangrovie e le foreste fluviali, stiano scomparendo rapidamente in alcune regioni, è meno minacciato della foresta pluviale amazzonica stessa, che è un obiettivo primario per la deforestazione. L'hoatzin rimane quindi abbastanza comune in gran parte del suo areale. L'hoatzin è l'uccello nazionale della Guyana.